# 아로요파라이소브루시
아로요파라이소브루시(Brucepattersonius paradisus)는 비단털쥐과에 속하는 남아메리카 설치류의 일종이다. 아르헨티나 북동부 지역에서만 알려져 있다. 확인가능한 개체군 정보가 없다. 숲파괴로 위협을 받고 있으며, 어느 보호 지역 안에서도 발견되지 않는다.